# Antonín Rýgr
Antonín Rýgr (* 15. August 1921 in Kročehlavy; † 28. März 1989) war ein tschechischer Fußballspieler und -trainer.

## Spielerkarriere

### Verein
Antonín Rýgr begann mit dem Fußballspielen bei Admira VIII Prag, mit 20 Jahren wechselte der Stürmer zum SK Kladno. Nach nur einer Spielzeit ging Rýgr zum SK Olomouc ASO, kehrte aber nach anderthalb Jahren nach Kladno zurück. In den Nachkriegsjahren gehörte Rýgr zu den besten Stürmern der Liga. Bevor er 1949 für eine Spielzeit zu seinem ehemaligen Jugendverein Admira VIII zurückkehrte, hatte er 75 Erstligatore für den SK Kladno erzielt.
1950 wechselte Rýgr zu Sparta Prag, dort wurde er 1952 und 1954 Tschechoslowakischen Meister. Seit 1953 war Rýgr nicht nur Spieler, sondern auch Trainer. Nach der Saison 1954 beendete Antonín Rýgr seine Laufbahn. In der höchsten Spielklasse hatte er 148 Treffer erzielt, damit ist er Mitglied im Klub ligových kanonýrů. Für den SK Kladno schoss er in 246 Liga-, Pokal- und Freundschaftsspielen 280 Tore.

### Nationalmannschaft
Für die Tschechoslowakische Nationalmannschaft bestritt Antonín Rýgr zwei Länderspiele. Am 23. Mai 1948 unterlag die Mannschaft Ungarn in Budapest mit 1:2, am 4. Juli unterlag sie Rumänien in Bukarest mit dem gleichen Ergebnis.

## Trainerkarriere
Antonín Rýgr begann 1953 als Spielertrainer bei Sparta Prag, wo er bis 1956 tätig war. Anschließend wechselte er zum größten Rivalen Slavia Prag, wo er mit mehreren Unterbrechungen bis 1963 arbeitete.
1966 übernahm er Sklo Union Teplice, das er zunächst vier Jahre betreute. 1970 kehrte er zu Slavia zurück und war zwei Jahre hauptverantwortlicher Trainer. Zur Saison 1973/74 übernahm er erneut Sklo Union Teplice, mit dem er 1977 Tschechischer Pokalsieger wurde. In der Spielzeit 1977/78 war er noch einmal Trainer bei Sparta Prag.
Von 1954 bis 1970 war Antonín Rýgr insgesamt vier Mal (1954–1955, 1956, 1956–1957 und 1970) in 24 Spielen Trainer der Tschechoslowakischen Nationalmannschaft.